# Адолф Шлагинтвайт
Адолф Шлагинтвайт (на немски: Adolf Schlagintweit) е немски пътешественик, изследовател на Азия.

## Произход
Роден е на 9 януари 1829 година в Мюнхен, Кралство Бавария.

## Изследователска дейност (1849 – 1857)

### Изследвания в Алпите (1849 – 1850)
През 1849 – 1850 година, заедно с по-големия си брат Херман Шлагинтвайт (1826 – 1882), извършват геоложки и метеорологични изследвания в Алпите и след завръщането си издават книгата „Untersuchungen über die physikalische Geographie der Alpen“ (Leipzig, 1850). След това подобни изследвания правят в Англия и Шотландия, а малко по-късно се опитват да изкачат връх Дюфур в Алпите.

### Геоложки проучвания в Баварските Алпи (1852 – 1853)
През 1852 – 1853 година следва геология в Университета в Мюнхен и през този период, отново заедно с брат си Херман, провежда физикогеографски и геоложки проучвания в Баварските Алпи и публикуват резултатите си в книгата „Neue Untersuchungen über die physikalische Geographie und die Geologie der Alpen“ (Leipzig, 1854).

### Изследвания в Азия (1854 – 1857)
През 1854 година Адолф, Херман и най-малкия им брат Робърт Шлагинтвайт (1833 – 1885), по инициатива на Александър фон Хумболт и с посредничеството на Пруското правителство и Английската Остиндийска компания, заминават за Индия, където през следващите три години извършват физикогеографски изследвания в северозападните провинции на страната, източните склонове на Каракорум, западната част на Кунлун и северозападната част на Тибет. Те установяват, че Каракорум е самостоятелна планинска система, която не е свързана с Кунлун, и че реките водещи началото си от северните склонове на Каракорум прорязват западните части на Кунлун, хребетите и върховете на който са по-ниски от каракорумските.
През лятото на следващата година Адолф преминава през високопланинските проходи на Кунлун и навлиза в Кашгария, където близо до град Кашгар е пленен от местния управител и обвинен като китайски шпионин. На 26 август 1857 година без съд и присъда е обезглавен.
След неговата смърт братята му обработват и издават книгата „Results of a scientific mission to India and High Asia...“ (v. 1 – 4, atlas, 1861 – 66), отразяваща тригодишните им изследвания в Южна и Централна Азия.